# Jena Lee
Jena Lee (nome artístico de Sylvia Garcia) (Chile, 29 de junho de 1987) é uma cantora francesa.

## Biografia
Nascida no Chile, Sylvia Garcia foi adotada por uma família francesa quando tinha nove meses. Ela cresceu em Oloron-Sainte-Marie nos Pirenéus Atlânticos e é apaixonada por música desde que tinha 4 anos de idade.
Ela gravou suas primeiras músicas em um gravador. Uma delas, Banalité, foi escutada por um editor em Paris.
Em 2007, Jena Lee conheceu Sulee B Wax, que se mostrou interessada em seu trabalho. Quando a quarta temporada de Popstars começou, ela pediu à Jenna algumas composições. Jena Lee escreveu seis das treze músicas que compõe o álbum de Sheryfa Luna, incluindo a música Somewhere. Depois disto, ela recebeu outros pedidos, como o de Mathieu Edward, e sua canção Comme avant acabou aparecendo no musical Cléopâtre. Em 2008, Lee entrou e ganhou o concurso Urban Music Nation, organizado pela rádio francesa Skyrock; a final foi em 26 de dezembro de 2008.

## Primeiro álbum: Vous remercier
Seu primeiro álbum, Vous remercier ("Obrigado"), foi gravado com Busta Funk. Foi lançado em 2 de Novembro de 2009 na internet e uma semana depois, em 9 de Novembro, foi às vendas nas lojas pela gravadora Mercury Records, uma subsidiária da Universal Music Group.
Seu primeiro single, J'aimerais tellement ("Adoraria tanto"), saiu em abril de 2009. Chegou ao primeiro lugar na lista de singles durante quatro semanas em Outubro de 2008.
No final do ano de 2009, lançou seu segundo single Je me perds ("Me perco") e no começo do ano de 2010, lançou seu terceiro single Du style; ambos chegando no top 10 de vendas na França.

## Segundo álbum: Ma référence
Seu segundo álbum, gravado outra vez junto a Bustafunk, Ma référence (Minha referencia), saiu às vendas em 1 de novembro de 2010 na internet e uma semana depois, no dia 8 de novembro, saiu para vendas nas lojas. O álbum alcançou a 11º posição nas vendas na França.
O primeiro single do álbum foi US Boy. Recentemente, na página oficial de Jena, foi anunciado o segundo single do álbum, Mon ange.

## Estilo e imagen
Jena Lee define seu estilo musical como uma combinação de emo e R&B, ela gosta de "mesclar a guitarra saturada, som de guitarra e o emo com happy urban, synthé, piano". Segundo ela, todas as suas músicas tem uma parte obscura bem intensa mas também mostram um fio de esperança.

## Discografía
| Ano  | Álbums         | Posição top nas listas | Posição top nas listas | Reconhecimentos     |
| Ano  | Álbums         | FR                     | FR Downloads           | FR                  |
| ---- | -------------- | ---------------------- | ---------------------- | ------------------- |
| 2009 | Vous remercier | 6                      | 6                      | Doble disco platina |
| 2010 | Ma référence   | 11                     | 8                      | Disco de ouro       |

### Singles
| 2009 | J'aimerais tellement        | 1   | 1   | 3   |
| 2009 | Je me perds                 | 4   | 12  | 25  |
| 2010 | Du Style                    | 10  | 46  | 24  |
| 2010 | Eternise-Moi (feat. Eskemo) | N/A | -   | -   |
| 2010 | US Boy                      | N/A | 18  | 30  |
| 2011 | Mon ange                    | N/A | TBA | TBA |

N/A: A música não foi apresentada neste formato.